# Drosophila perlucida
Drosophila perlucida este o specie de muște din genul Drosophila, familia Drosophilidae, descrisă de Zhang și Liang în anul 1994. Conform Catalogue of Life specia Drosophila perlucida nu are subspecii cunoscute.